# Hyposcada illinissa
Espèce

Hyposcada illinissa est une espèce de lépidoptère  de la famille des Nymphalidae, de la sous-famille des Danainae et du genre Hyposcada.

## Systématique
- Hyposcada illinissa a été décrit par l'entomologiste anglais William Chapman Hewitson en 1851 sous le nom initial d'Ithonia illinissa[1].

### Synonymie
- Ithonia illinissa ( Hewitsonr, 1851) Protonyme

### Nom vernaculaire
Hyposcada illinissa se nomme Illinissa Glasswing en anglais.

## Taxonomie
Sous-espèces
- Hyposcada illinissa illinissa; présent au Brésil
- Hyposcada illinissa abida (Hewitson, 1871); présent en Colombie.
- Hyposcada illinissa aesion (Godman & Salvin, 1878); présent à Panama.
- Hyposcada illinissa brisotis (Haensch, 1909); présent en Équateur
- Hyposcada illinissa cynthia (Fox, 1941); présent en Équateur
- Hyposcada illinissa dolabella (Hewitson, 1876); présent en Bolivie.
- Hyposcada illinissa dujardini (Brévignon, 1993); présent au Surinam, en Guyana et en Guyane.
- Hyposcada illinissa ida (Haensch, 1903); présent en Équateur
- Hyposcada illinissa idina (Haensch, 1905); présent au Pérou.
- Hyposcada illinissa ilerdinoides (Staudinger, [1884]); présent au Brésil
- Hyposcada illinissa margarita (Fox, 1941); présent au Pérou.
- Hyposcada illinissa napirida (Zikán, 1941); présent au Brésil
- Hyposcada illinissa napoensis (Vitale & Bollino, 2001); présent en Équateur
- Hyposcada illinissa sinilia (Herrich-Schäffer, 1865); présent en Colombie.
- Hyposcada illinissa sspLamas & Willmott; présent en Équateur
- Hyposcada illinissa sspLamas & Willmott; présent en Colombie.
- Hyposcada illinissa sspLamas & Willmott; présent au Brésil
- Hyposcada illinissa sspLamas & Willmott; présent au Pérou[1].

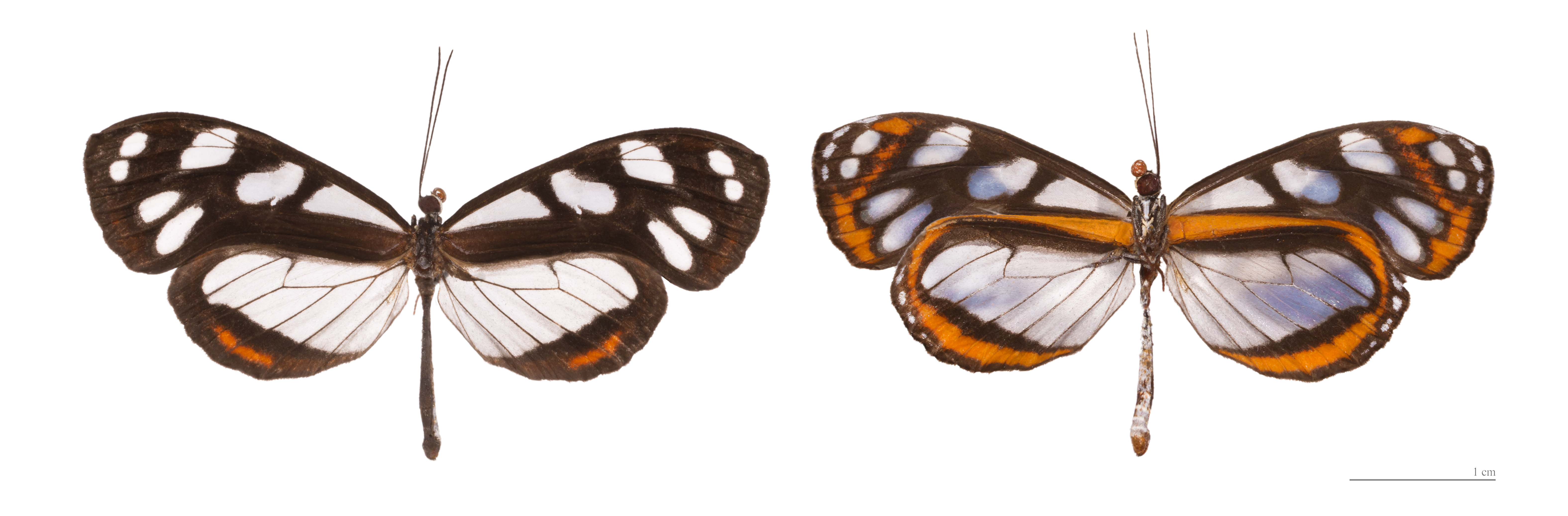
Hyposcada illinissa dujardini - MHNT
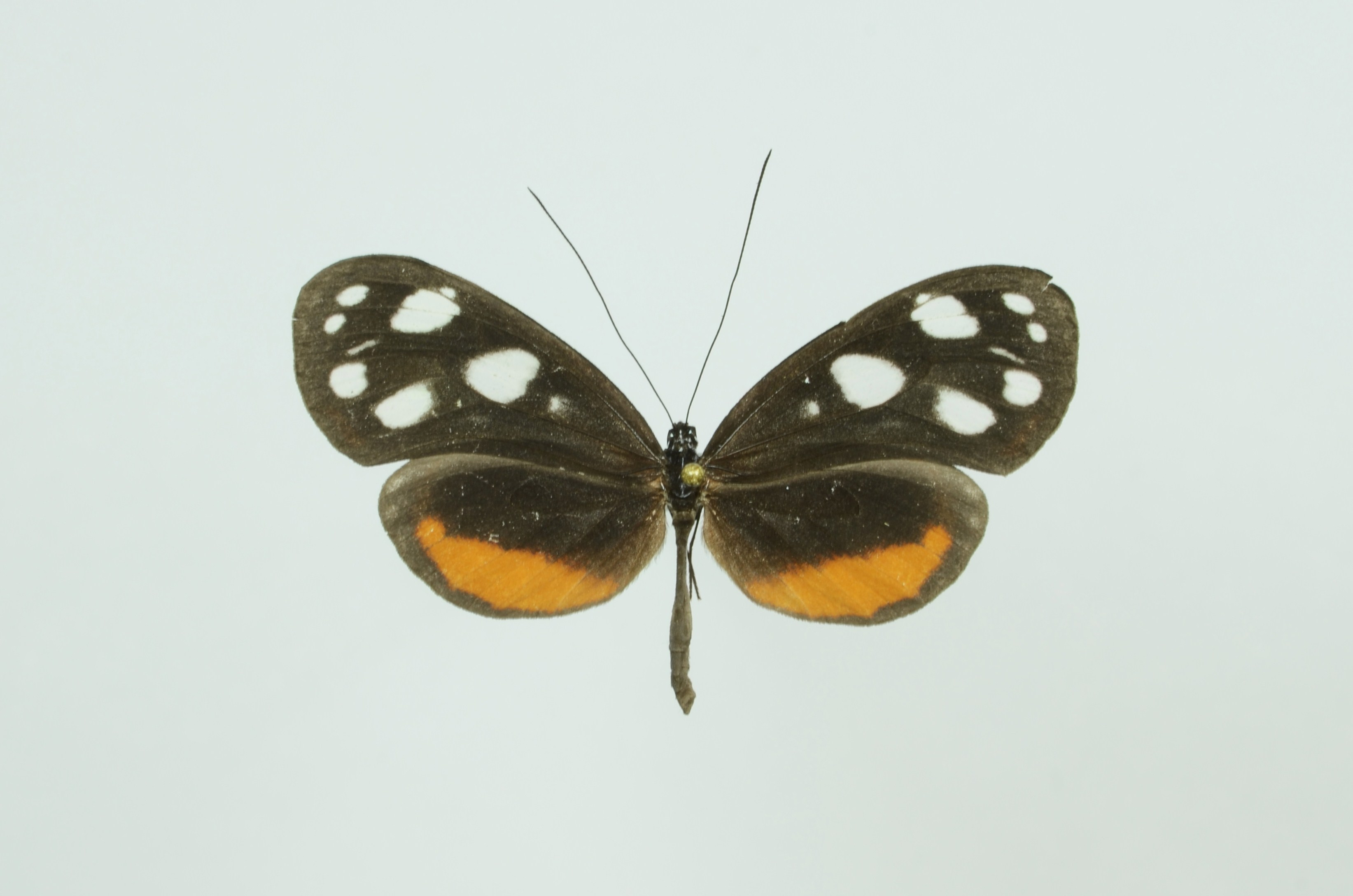
Hyposcada illinissa sinilia - face dorsale
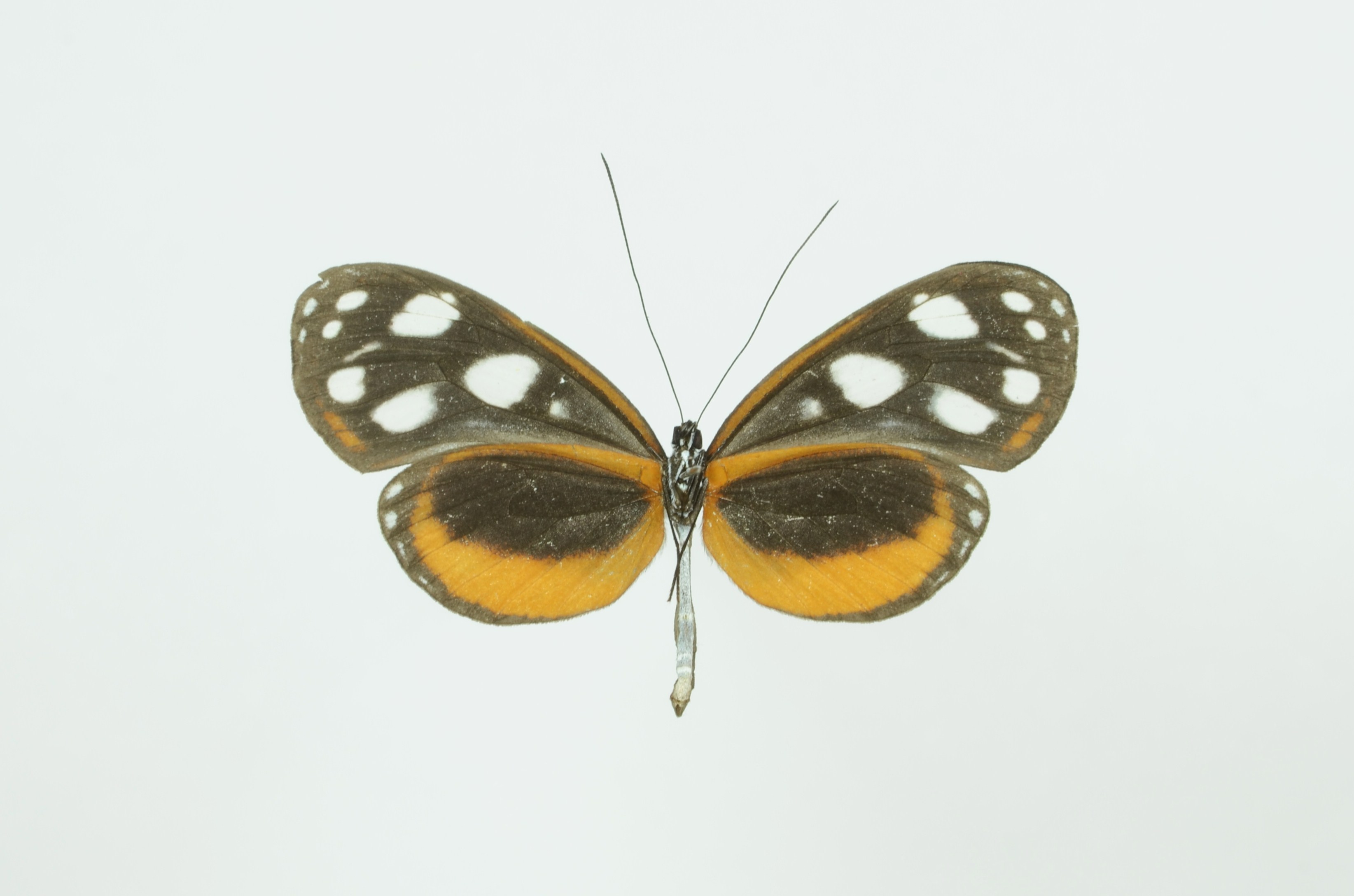
Hyposcada illinissa sinilia - face ventrale

## Description
Hyposcada illinissa est un papillon à corps fin, d'une envergure d'environ 47 mm, aux ailes ailes à apex arrondi et aux ailes antérieures à bord interne concave. Les ailes, largement bordées de noir avec aux ailes antérieures des barres noires délimitant plusieurs plages, sont de couleur différente suivent les sous-espèces jaune pour Hyposcada illinissa aesion et Hyposcada illinissa sinilia, bleutées transparentes ou verdies transparentes
Le revers est semblable avec une bordure orange ou une ligne submarginale de points blancs suivant les sous-espèces.

## Biologie
Sa biologie est mal connue.

## Écologie et distribution
Hyposcada illinissa est présent à Panama,  en Colombie, en Équateur,  en Bolivie, au Pérou, au Brésil, au Surinam, en Guyana et en Guyane.

### Biotope
Hyposcada illinissa réside dans la forêt tropicale humide.

### Protection
Pas de statut de protection particulier.